# Goedenavond, Léon
Goedenavond, Léon is een Vlaamse hoorspel uit de reeks Maskers en Mysterie die in 1997 werd uitgezonden. Het is een verhaal van Jean Cosmos en door Hans Herbots vertaald. De regisseur is Anton Cogen en het duurt 43 minuten.

## Rolverdeling
- Walter Cornelis - Armand, een vriend
- Mark Willems - Léon

## Plot
Léon is een kluizenaar die op een afgelegen plek woont. Hij is getuige van een aanrijding van een fietser die door een bestelwagen werd aangereden. Armand, een verzekeringsagent en vriend van Léon, is gekomen om Léon uit te horen. Het verhaal van Léon is een vreemd verhaal waarbij hij weleens van de hak op de tak springt.